# Уорбертон, Гарри
Гарри Уо́рбертон (англ. Harry Warburton, 10 апреля 1921 — май 2005, Цюрих) — швейцарский бобслеист, разгоняющий, выступавший за сборную Швейцарии в 1950-е годы. Бронзовый призёр зимних Олимпийских игр 1956 года в Кортина-д’Ампеццо, двукратный чемпион мира.

## Биография
С ранних лет увлёкся спортом, поже заинтересовался бобслеем и без проблем прошёл отбор в национальную сборную Швейцарии, присоединившись к ней в качестве разгоняющего. Сразу стал показывать впечатляющие результаты, уже на чемпионате мира 1954 года в итальянском Кортина-д’Ампеццо финишировал со своей четвёркой, куда также вошли пилот Фриц Файерабенд с разгоняющими Готфридом Динером и Генрихом Ангстом, первым, получив золотую медаль. В следующем году на мировом первенстве в Санкт-Морице приехал первым среди всех двухместных экипажей и вторым среди четырёхместных, добавив в послужной список золото и серебро соответственно.
Благодаря этим победам удостоился права защищать честь страны на Олимпийских играх 1956 года в Кортина-д’Ампеццо, где вместе с пилотом Максом Ангстом завоевал бронзовую медаль. Кроме того, попробовал выступить здесь в зачёте четвёрок со второй швейцарской командой, но немного не дотянул до призовых позиций, оказавшись на четвёртом месте.
Дальнейшие выступления спортсмена складывались не так удачно, конкуренция в сборной сильно возросла, поэтому вскоре после Олимпиады он принял решение завершить карьеру профессионального спортсмена, уступив место молодым швейцарским бобслеистам. 
Умер в мае 2005 года в Цюрихе.